# Fred Kerley
Fredrick Lee Kerley (Taylor, 7 de maig de 1995) és un atleta estatunidenc conegut principalment per competir en la distància de 400 metres llisos, i més recentment en els 100 i 200 metres llisos. Ha guanyat diverses medalles als Campionats del món de 400 m i 4×400 metres relleus que inclouen un bronze individual i un or en relleus a l'edició de 2019 a Doha. En el Campionat del món d'atletisme de 2022 a Eugene, Kerley va aconseguir l'or en els 100 metres llisos.
El millor temps personal de Kerley de 43.64 segons el converteix en el vuitè home més ràpid de la història en els 400 m. Als Jocs Olímpics de Tòquio 2020 va guanyar la medalla de plata en els 100 m amb una marca de 9.84. El seu millor temps personal de 9.76 el converteix en el sisè home més ràpid de la història en l'esprint. En els Jocs Olímpics de París 2024, aconseguia una nova medalla, aquest cop de bronze, en una de les finals més igualades de tots els temps, de la prova dels 100m.
Kerley és un dels únics 3 atletes que, juntament amb Michael Norman i Wayde van Niekerk, han passat per sota dels 10 segons en 100 m, per sota dels 20 segons en 200 m i per sota dels 44 segons en 400 m.

## Marques personals
| Disciplina     | Marca   | Vent     | Seu               | Data             |
| -------------- | ------- | -------- | ----------------- | ---------------- |
| 100m llisos    | 9.76    | +1.4 m/s | Oregon, EUA       | 24 juny 2022     |
| 200m llisos    | 19.76   | +2.0 m/s | Nairobi, Kenya    | 18 setembre 2021 |
| 400m llisos    | 43.64   |          | Iowa, EUA         | 27 juliol 2019   |
| 4x100m relleus | 37.38   |          | Budapest, Hongria | 26 agost 2023    |
| 4x400m relleus | 2:56.69 |          | Doha, Qatar       | 6 octubre 2019   |

## Trajectòria professional
| Any  | Competició        | Seu                 | Prova          | Posició  | Marca   |
| ---- | ----------------- | ------------------- | -------------- | -------- | ------- |
| 2017 | Campionat del Món | Londres, Regne Unit | 400m           | 7è       | 45.23   |
| 2017 | Campionat del Món | Londres, Regne Unit | 4x400m relleus | 2        | 2:58.61 |
| 2019 | Campionat del Món | Doha, Qatar         | 400m           | 3        | 44.17   |
| 2019 | Campionat del Món | Doha, Qatar         | 4x400m relleus | 1        | 2:56.69 |
| 2021 | Jocs Olímpics     | Tòquio, Japó        | 100m           | 2        | 9.84    |
| 2021 | Jocs Olímpics     | Tòquio, Japó        | 4x100m relleus | 7è (q)   | 38.10   |
| 2022 | Campionat del Món | Oregon, EUA         | 100m           | 1        | 9.86    |
| 2022 | Campionat del Món | Oregon, EUA         | 200m           | 20è (sf) | 20.68   |
| 2023 | Campionat del Món | Budapest, Hongria   | 100m           | 9è (sf)  | 10.02   |
| 2023 | Campionat del Món | Budapest, Hongria   | 4x100m         | 1        | 37.38   |
| 2024 | Jocs Olímpics     | París, França       | 100m           | 3        | 9.81    |
| 2024 | Jocs Olímpics     | París, França       | 4x100m         | DQ       | -       |